# Москва-Товарна-Павелецька
Москва-Товарна-Павелецька — вузлова залізнична станція і зупинний пункт на Павелецькому напрямку Московської залізниці у Москві. Станція входить до Московсько-Горьковського центру організації роботи залізничних станцій ДЦС-8 Московської дирекції управління рухом; за основним характером роботи є вантажною, за обсягом роботи віднесена до 1 класу.
Є однією з найстаріших станцій Павелецького напрямку, побудованих одночасно з Москва-Пасажирська-Павелецька відразу після відкриття самої залізничної лінії.
Станція є вузловою: від головного триколійного ходу Павелецького напрямку на південний захід відгалужується одноколійна неелектрифіковані лінія на станцію Канатчиково Малого кільця МЗ.

## Опис
- Дербенєвська.
- В межах станції частково розташована платформа Тульська (тільки по I, III коліях) - дві платформи на південному краю станції (до відгалуження лінії на Канатчиково від III колії).